# (15124) 2000 EZ39
A (15124) 2000 EZ39 a Naprendszer kisbolygóövében található aszteroida. A LINEAR projekt keretében fedezték fel 2000. március 8-án.